# Черта сверху
| Описание                | Символ            | Unicode | CSS/HTML                   |
| ----------------------- | ----------------- | ------- | -------------------------- |
| Черта сверху (разметка) |                   | н/д     | text-decoration: overline; |
| Черта сверху (символ)   | ‾                 | U+203E  | &oline;, &#8254;           |
| Черта сверху (символ)   | ◌̅ (комбинируемый) | U+0305  | &#773;                     |
| Макрон (символ)         | ¯                 | U+00AF  | &macr;, &#175;             |

Черта́ све́рху — типографический знак горизонтальной линии, нарисованной сразу над текстом. В математической нотации черта сверху долгое время используется для vinculum, объединения определённых символов. Также знак используется с римскими цифрами, показывая умножение цифры на тысячу, а также в средневековых аббревиатурах (sigla). Обозначение одного и более слов сплошной линией над буквами называется надчёркивание.
Черту сверху не стоит путать с макроном, диакритическим знаком, устанавливаемым над (или иногда под) отдельными буквами. Макрон короче, чем область символа. Из-за того, что ИСО и Консорциум Unicode определяют свои уникальные названия для символов и часто игнорируют уже устоявшуюся типографическую терминологию, Юникод включает два символа U+00AF ¯ macron (ранее spacing macron) и U+203E ‾ overline, которые оба выглядят как черта над пробелом в большинстве шрифтов (однако первый предназначен для обозначения отдельно стоящего макрона, а второй — именно для надчёркивания), схоже с симметрично отображенным подчёркиванием. Сама верхняя черта может быть закодирована как диакритический знак юникода.

## Использование
Зачастую черта сверху используется в оформлении текстовых документов для выделения какого-либо слова в рамки или табличку. В математике используется для обозначения того, что имеется в виду запись числа цифрами, а не произведение (ср.: {\displaystyle abc=a\cdot b\cdot c}, а {\displaystyle {\overline {abc}}=100\cdot a+10\cdot b+c}).